# ويليام د. هوكينز
ويليام د. هوكينز (بالإنجليزية: William D. Hawkins)‏ هو ضابط أمريكي، ولد في 14 أبريل 1914 في فورت سكوت في الولايات المتحدة، وتوفي في 21 نوفمبر 1943 في تاراوا في كيريباتي.